# Georges Capdeville
Pierre Georges Louis Capdeville (* 30. Oktober 1899 in Bordeaux; † 24. Februar 1991) war ein französischer Fußballschiedsrichter und Verbandsfunktionär.

## Karriere
Vor seiner Schiedsrichterkarriere agierte Georges Capdeville als Fußballer für seine Heimatstadt SA Bordelais und spielte dann mit mäßigem Erfolg Fußball für Targon Romagna.
Nachdem Capdeville 1928 die Schiedsrichterprüfung absolviert hatte, wurde er 1932 Schiedsrichter der Ersten Liga und 1936 FIFA-Schiedsrichter, wo er sowohl als Nationaler Schiedsrichter im Französischen Fußballpokal als auch bei der Fußball-Weltmeisterschaft 1938 eingesetzt wurde.

### Nationaler Schiedsrichter
Der Erfolg von Capdevilles nationalen Schiedsrichterlaufbahn zeigt sich darin, dass er fast ein Jahrzehnt lang im Französischen Fußballpokal zum Einsatz kam. In Anerkennung seiner beruflichen Tätigkeit wurde er wiederholt mit der Koordination des Finales beauftragt. Das Duell von 1936 war das letzte Pokalfinale vor der Einführung der professionellen Meisterschaft. Zwei Tage vor dem Ende des Zweiten Weltkriegs konnte er als Abschiedsspiel das 3. Nationalpokalfinale führen.
| Datum          | Ort                                   | Status                         | Spiel                      | Ergebnis  | Zuschauer |
| -------------- | ------------------------------------- | ------------------------------ | -------------------------- | --------- | --------- |
| 3. Mai 1936    | Stade Olympique Yves-du-Manoir, Paris | Finale Coupe de France 1935/36 | RC Paris–OFC Charleville   | 1:0 (0:0) | 39.725    |
| 12. April 1942 | Stade Olympique Yves-du-Manoir, Paris | Finale Coupe de France 1941/42 | Red Star Olympique–FC Sète | 2:0 (1:0) | 44.654    |
| 6. Mai 1945    | Stade Olympique Yves-du-Manoir, Paris | Finale Coupe de France 1944/45 | RC Paris–OSC Lille         | 3:0 (2:0) | 49.983    |

### Internationaler Schiedsrichter
Bei der Fußball-Weltmeisterschaft 1938 leitete er das Finale zwischen Italien und Ungarn. Außerdem wurde er bei diesem Turnier auch im Viertelfinal-Wiederholungsspiel zwischen Brasilien und der Tschechoslowakei eingesetzt.

#### Qualifikation zur Fußball-Weltmeisterschaft 1938
| Datum         | Ort                            | Status                   | Spiel             | Ergebnis  | Zuschauerzahl |
| ------------- | ------------------------------ | ------------------------ | ----------------- | --------- | ------------- |
| 13. März 1938 | Städtisches Stadion, Luxemburg | Qualifikation (Gruppe 9) | Luxemburg–Belgien | 2:3 (2:1) | 12.000        |

#### Endrunde der Fußball-Weltmeisterschaft 1938
| Datum         | Ort                                                 | Status                           | Spiel                      | Ergebnis  | Zuschauerzahl |
| ------------- | --------------------------------------------------- | -------------------------------- | -------------------------- | --------- | ------------- |
| 14. Juni 1938 | Stade du Parc Lescure, Bordeaux                     | Wiederholungsspiel Viertelfinale | Brasilien–Tschechoslowakei | 2:1 (0:1) | 20.000        |
| 19. Juni 1938 | Stade Olympique de Colombes „Yves-du-Manoir“, Paris | Finale                           | Italien–Ungarn             | 4:2 (3:1) | 60.000        |

### Nach der aktiven Laufbahn
Nach Beendigung seiner Karriere 1945 als Unparteiischer arbeitete Capdeville in unterschiedlichen Funktionen für den französischen Fußballverband; unter anderem war er von 1966 bis 1975 (bis zu seinem 84. Lebensjahr) Präsident der regionalen FFF-Untergliederung seiner Heimat, der Ligue d’Aquitaine und gründete 1975 die erste französische Fußballschule in Soulac.